# Equitazione ai III Giochi olimpici giovanili estivi
Le gare di equitazione ai III Giochi olimpici giovanili estivi si sono svolte al Club Hípico Argentino di Buenos Aires dall'8 al 13 ottobre 2018.
Sono state assegnate medaglie solo nella specialità di salto ostacoli individuale e a squadre miste, riservata a rappresentative continentali.

## Podi
| Evento                       | Oro                                                                                          | Argento                                                                               | Bronzo                                                                        |
| Salto a ostacoli individuale | Giacomo Casadei                                                                              | Omar Almarzooqi                                                                       | Pedro Espinosa                                                                |
| Salto a squadre miste        | Nord America Marissa Thompson Nicole Meyer Robredo Pedro Espinosa Mateo Coles Mattie Hatcher | Europa Rowen van de Mheen Simon Morssinkhof Giacomo Casadei Jack Whitaker Vince Jarmy | Africa Margaux Koenig Anna Howard Brianagh Clark Ahmed Elnaggar Hannah Garton |